# 家庭教師のトラコ
『家庭教師のトラコ』（かていきょうしのトラコ）は、2022年7月20日から9月21日まで日本テレビ系「水曜ドラマ」枠にて放送されたテレビドラマ。主演は民放GP帯の連続ドラマ初主演となる橋本愛。

## あらすじ
志望校への合格率100%の実績を誇る家庭教師・トラコこと根津寅子が受け持つ家庭は、母親の年齢も、生活水準も異なる3家族。共通するのは「自分の子供を志望校に合格させたい」という母親の思いのみ。「なぜ勉強をしなければならないのか」「いじめはなくならないのか」「夢を持たなければいけないのか」という、親には言えない悩みをトラコにぶつける子供たちに、トラコは決して説教や難しい説明をせず、大人の現実を見せることで「正しいお金の使い方」を身に着けさせる。トラコは学習指導の「家庭教師」ではなく、家庭の問題を解決に導く「家庭の教師」であった。

## キャスト

### 主要人物
根津寅子（ねづ とらこ）
演 - 橋本愛（7歳時：宮崎莉里沙 、12歳時：鎌田英怜奈）
本作の主人公。志望校への合格率100%の実績を持つ、謎の家庭教師。
高卒でコスプレ好きで不愛想だが、1.教育方針には口を出さない、2.授業中は部屋を覗かない、3.授業の日は御宅に泊めて頂く、の3つの約束を守れば、雇い主が決めた授業料で家庭教師を引き受ける。
「分かんない」「しょうがない」「すごくない？」の3つの嫌いな言葉のいずれかを発した人に対し「私には嫌いな言葉が３つある」と切り出し怒り始める。さらに話数が進むにつれ、「心配ない」「ツイてない」「愛」「〜たら」「〜れば」と嫌いな言葉が増えていく。
中村家にはメリー・ポピンズ風、下山家には熱血教師風、上原家には妖しい教師風（福多曰く魔性の女風）のコスプレ、キャラ設定でそれぞれの家庭に訪問する。
週一でたまった洗濯物を持ち込み、福多のマンションに宿泊し、筆文字で格言が書かれたTシャツを着ている。
幼い頃から本当に困っている人にお金が行き届かない国の金の使い方に疑問を抱いており、世界中の金が本当に困っている人に回る社会を作り上げようと本気で考え、その社会の実現のために有力な力を持つ人たちとのネットワークを築き上げるのに、家庭教師としてその家庭に入り込み、教え子の先生としてコネを作っていた。
中村家、下山家、上原家の教え子たちに家庭教師に戻ってきて欲しいと懇願されるが、もともと10億円を上原利明から脅し取るために近づいただけで、もう先生と呼ぶなと冷たくあしらい、彼らを傷つける。
そんな中、自分を捨てた母・香苗が危篤状態であると福多経由で中村、下山、上原の3人の母たちから教えられ、香苗に会いに行くよう説得され会いに行くも、行き違いで母は亡くなり、夢見ていた母との再会が叶わなかず嘆いていたのを中村、下山、上原の3人の母たちから慰められ、今までの自分のやり方が間違っていたことを反省し、もう一度、家庭教師をやらせてほしいと3家族の子供たちに謝罪した上お願いし、願いを受け入れてもらう。
守が東大に不合格になったことから、来年も家庭教師を頼まれるが、来年度は北海道の3人の子供たちから家庭教師を頼まれたことから、その申し出を断る。
中村、下山、上原の3家族との別れの際、好きな言葉が3つあると告げ、1つ目は「覚悟」で、知恵が名門私立を受験し、合格してもしなくても、自分は何も変わらないと覚悟したことを褒め、これからも両親と逆境を乗り越えて欲しいと語り、2つ目は「勇気」で、中学受験をやめても親友を守る道を選んだ高志を褒め、これから人に裏切られることがあるかもしれないが、母・智代を手本にその勇気を捨てないようにと語り、3つ目は「愛」で、守は沢山の愛で周りの人を幸せにしようとしたことを褒め、これから逆境に遭っても、明日はきっといいことがあると前を向き、母・里美の様に無償の愛を持つ人になって欲しいと告げる。
中村、下山、上原の3人の母たちには、自分の理想の母親であったと告げ、これからもお母さんと言ってもいいかとお願いする。
福田福多（ふくだ ふくた）
演 - 中村蒼（7歳時：佐藤遙灯 、12歳時：込江大牙）
寅子の秘書。寅子と同じ養護施設「なつぞらホーム」で育った幼馴染。寅子に気がある。
寅子に献身的に仕え、要請に応じコスプレで登場する。無駄にモノマネが上手い。本物と区別のつかない贋作を作る腕前も有する。
東大卒で、3年ほど財務省に勤務していた。
養子縁組を組んだ里親の福田夫妻から何かと気をかけてもらっている。
財務省での仕事が困っている人にお金が回るための仕事になっていないと疑問を持つようになり、財務省を辞め、寅子を応援する秘書に転身、キャラ付けのため寅子にコスプレすることを提案し、3つの約束のうち「口出ししない」、「覗かない」の2つを立案する。
寅子に熱心に尽くすその裏には、子供の頃に福田家の養子になりたいため、もう一人の養子候補であった寅子を蹴落とすのに、自転車のブレーキに細工して寅子に大怪我を負わせたことへの贖罪の気持ちがあったことを寅子に打ち明ける。
寅子から自身の過去の過ちで恨みを買い、半ば絶縁状態となったことから、寅子への恋心に未練がありながらも、過去を振り向かないために里親の幸子から勧められたお見合い相手の大久保日向子との結婚を決める。しかし、挙式当日に日向子から今でも寅子を好きな気持ちを隠していたことを確信され、頬をビンタされた上、別れを告げられる。
寅子に結婚を申し込むが、北海道に家庭教師に行くのでしばらく待って欲しいとOKの返事を保留され、東大の再受験を目指す守の家庭教師となる。

### 中村家
中村真希〈36〉
演 - 美村里江（中学時代：瀬戸ゆき奈）
新聞社で働くママ。年収650万円。
娘の知恵を名門私立小学校に通わせたいと、寅子に週に1万円の授業料を支払う。
会社の指示に従わないことで部署を異動させられることに納得できず、新聞社を辞め、再就職が上手くいかないが「心配ない」と意地を張ったことから、寅子に周りに助けを求めないことを憤慨され、家族が心配してくれていることを教えられたことから、自分が正しいという考えを改め、夫と娘に助けを求めフリーライターの道を選ぶ。
後に家庭教師を辞めると宣言した寅子に復帰してもらうため、提示された条件通り、夫の小遣いを倍に増額し、上原利明の裏金に関するゴシップ記事を書かされる。
北海道に旅立つ寅子から、自身の理想の母親像のうち、弱い人を見たらほっとけない、正義感にあふれる頼りになる強いお母さんに当てはまると告げられる。
中村知恵〈6〉
演 - 加藤柚凪
真希と朔太郎の娘。幼稚園児。
1万円で幸せになる方法を考えようと寅子に課題を出され、答えを出す過程で「分かんない」と言ったことから寅子に憤慨されるが、遊園地で家族3人全員が幸せと感じた流しそうめんを自宅で再現する。
受験を前に不合格となった時に両親が悲しむのを見たくないと、名門私立を受験しないと言い出すが、合格しても不合格となっても知恵のことが好きだが、受験から逃げ出した知恵は好きになれないかもしれないと寅子に説得され、両親と一緒に名門私立の受験を決意し、見事合格する。
中村朔太郎〈36〉
演 - 細田善彦
知恵の父。中小企業の玩具メーカーで商品開発を担当。年収450万円。
のんびりした性格で、知恵の受験に乗り気ではない。真希より学歴が低いことにコンプレックスを感じている。
真希は「正義の味方」で、自分の考えを曲げず周囲に流されないことから、浮いてしまうことがあるが、そんな真希が今は失業中でピンチなので助けてあげようと知恵と話し合い、妻に対する優しさを見せる。
母親が振り込め詐欺に引っ掛かり100万円を騙し取られ、金銭を援助してやろうと真希に助けを求めるが、以前も詐欺商法で騙されたことがあったため断られてしまうが、後に寅子に素直になるよう諭され真希が考えを変えたことから、母親にお金を工面できた。

### 下山家
下山智代〈42〉
演 - 板谷由夏（短大時代：菊池日菜子）
定食屋「万福亭」を営むシングルマザー。小さいことに拘らない大雑把な性格。寅子からは「女将さん」と呼ばれている。
親権を満男に奪われまいと、寅子に週に5千円の授業料を支払う。
目の前の生活に追われ、高志の本心が見えていない。
父が脳溢血で亡くなった際、元夫の満男に定食屋を売ってしまえと言われたことでカッとなり、離婚している。
ステージ1の胃がんになり、高志に残せるお金がないことに気づき、寅子の試算で大学卒業までに4630万円が必要と判ると、角煮のレシピを売り込むなど金策に走るが上手くいかず、定食屋に放火して火災保険で賄おうとするまで追いつめられる。そんな自分を「ツイていない」と言ったことで「どうせ死ぬなら生き様を見せて死んで行け」と寅子に憤慨され、高志のこれからの人生を見届けるまで生き続けたい気持ちを綴った遺書を寅子に何度も添削を受け書き上げ、がんの摘出手術を受け生還する。
後に家庭教師を辞めると宣言した寅子に復帰してもらうため、提示された条件通り、角煮定食を850円から1000円に値上げし、上原利明の息子・憲一が未成年と援助交際している様子、娘・椿が万引きしている様子を尾行して盗撮する。
北海道に旅立つ寅子から、自身の理想の母親像のうち、笑顔を見ているだけでつらいことなんか全部吹き飛ぶような明るいお母さんに当てはまると告げられる。
下山高志〈12〉
演 - 阿久津慶人 (5年前：湯田幸希)
智代と満男の息子。公立小学校の6年生。
定食屋を手伝う母親思いの息子だが、離婚した両親の狭間で苦しみ、同級生から「角煮定食」とバカにされ、カツアゲに遭っている。
同級生にカツアゲされた5千円の正しい使い方を寅子に問われ、答えを導き出す過程で自身の境遇に「しょうがない」と言ったことから寅子に憤慨されるが、カツアゲされた5千円を取り返して母親に感謝の花束をプレゼントする使い道を選ぶ。
母がガンになったことから、将来医者になると考えるようになる。
親友がいじめられていて、自分が私立中学に進学すると彼がひとりきりになり更にいじめられることを危惧して、私立中学の受験をやめると言い出すが、私立に入学しないと親権が父・満男に移ることを心配する母・智代を気遣い、公立中学に進学しても一生懸命勉強するので、私立の中高で使う6年分の授業料を、同じ金額になる東大医学部に入学した時の6年間の授業料に回してほしいと父・満男に交渉し、父から成長を認められ交渉を受け入れてもらう。
下山満男〈48〉
演 - 丸山智己
高志の父。智代の元夫。智代曰く「母親の言いなり」。
高志が私立中学受験に落ちた場合は親権を譲るよう、智代に働きかける。
智代とケンカして家出してきた高志を迎え入れ、貧乏な智代の元には戻らないよう懐柔する。
智代が胃がんを打ち明け、高志の将来の学費を融通してもらおうとすると、彼女が亡くなる前提で高志を引き取る話を勧める。
私立中学受験を断念するが、母・智代を気遣い親権は母が持ったままで、私立の中高で使う6年分の授業料を、同じ金額になる東大医学部に入学した時の6年間の授業料に回してほしいと高志から交渉され、息子の成長を感じ取り、交渉を受け入れる。
下山潤子
演 - 柳谷ユカ
高志の祖母（満男の母親）。
家出して一緒に生活するようになった高志にスマホを買い与える。

### 上原家
上原里美〈50〉
演 - 鈴木保奈美
超富裕層の後妻ママ。津軽出身の元銀座のホステス。私生児として出産した子を「この子を守り抜く」との思いから守と命名する。
後妻として上原家に入るが家政婦からも無視され居心地が悪く、守を東大に入れ認めさせようと寅子に週に20万円の授業料を支払う。
17才の頃、高校を中退してアイドルになるために上京するが、夢果たせずホステスとなった過去を持つ。怒ると津軽弁になる。
取り壊される予定の児童ホームを救済するのに、夫の利明は「愛」ある人間で、3000万円を寄付してくれるはずだと信じていたが、寄付を工面する過程で、自分との再婚は将来、頭取になるための打算的なもので、愛人を副頭取に抜擢したことを知る。頭取就任パーティーで、利明に「愛」を確認するも相手にされず、娘の椿には「愛している」と語ったことから、ついに怒り心頭に発し、憲一の抽象画、椿のストラディバリウス、利明の高級ワイン（いずれも贋作）を破壊して、「愛」もなく、本物の価値も解らず、一流を気取る上原家にはうんざりすると怒りをぶちまけ、守とともに上原家を後にしてアパートで生活を始め、病院の清掃員として働きだす。
後に家庭教師を辞めると宣言した寅子に復帰してもらうため、提示された条件通り、利明と離婚し、（利明から10億円を脅し取るネタを見つけるために）利明のパソコンから裏金に関する情報を盗み出す。
北海道に旅立つ寅子から、自身の理想の母親像のうち、周りの人、みんなを愛そうとする優しさにあふれてるお母さんに当てはまると告げられる。
上原守〈17〉
演 - 細田佳央太
里美の息子。上原家の次男。
里美に内緒で高校卒業後はお笑い芸人になろうと考えており、寅子から先行投資としてこれまでの授業料20万円を貸し与えられ、サクラを雇った偽お笑いライブを開催し、反対する母・里美を納得させようとするが、芸人になる夢を知った父や義兄姉たちに母共々、「上原家の恥だ」と糾弾されたため、父が準備したイギリス留学を受け入れる。家族の要望に応えるため思いを取り下げた自分を「すごくない？」と言ったことから寅子に憤慨され、偽お笑いライブのアンケートで母が「頑張っていた」と自分を応援してくれていたことを知ると、母のために東大に入学し、お笑い芸人にもなると、父や義兄姉に啖呵を切る。
交際相手が妊娠したことから、東大受験もお笑い芸人もどちらもやめて、交際相手を養うために働くと言い出し家を出るが、寅子が交際相手を交えて話した結果、お腹の中の子供は自分の子供でないと知ったうえで、就職すると言っていたことが判明し、東大、お笑い芸人の二刀流を目指すよう説得される。受験の結果、不合格となるが、合格率100%ではなく、受験を通して成長することが重要と寅子は方針を変えており、受験浪人になって再受験することを決める。
上原利明〈58〉
演 - 矢島健一
守の実父。東大文Ⅱに現役合格したエリート。
代々銀行員の家系の長男として誕生。「東国銀行」では30代で支店長代理、40代で支店長として勤務。6年前からは取締役を務める。
前妻と死別後、里美と再婚し守も認知して迎え入れるが、それは里美を愛している気持ちからではなく、将来頭取になる際の身辺整理のためであり、里美らに関心を示さず、守が東大に合格するとも思っていない。
新頭取への就任が決まり、自身の頭取就任パーティーで振る舞う、1本300万円の高級ワイン「シャトーモリー」を10本用意するが、ソムリエに扮した寅子から偽物をテイスティングさせられても、そのことに気づかなかった。
里美との離婚後、寅子に裏金を貯め込んでいるゴシップ記事の準備稿、娘・椿の万引き動画、息子・憲一が未成年の少女と援助交際する写真を突きつけられ、10億円を脅し取られる。
上原憲一〈27〉
演 - 塩顕治
上原家の長男。守の義兄。金融庁に勤める官僚。父の再婚相手の里美や連れ子の守を疎ましく思っている。
父の頭取就任パーティーで披露する3000万円の抽象画を寅子に贋作とすり替えられるが、そのことに気づかなかった。
未成年の少女と援助交際していたのを寅子の指示で動いた下山智代に盗撮される。
上原椿〈22〉
演 - 長見玲亜
上原家の長女。守の義姉。プロの演奏家志望で、東京芸大でヴァイオリンを専攻中。兄同様、里美や守を疎ましく思っている。
父の頭取就任パーティーで演奏する3000万円のストラディバリウスを寅子に贋作とすり替えられても、そのことに気づかなかった。
店で万引きをしていたのを寅子の指示で動いた下山智代に盗撮される。

### その他
家政婦
演 - 永井延枝
上原家の家政婦。後妻の里美が居ないかのように振舞う。

### ゲスト

#### 第2話
中田斗真、高橋伊織、小林大和
演 - 山下光琉（最終話）、中川慶二（最終話）、小鷹狩八（最終話）
高志の同級生たち。課金三兄弟。高志をカツアゲして5千円を奪い取るが、寅子に奮起を促され勇気を出した高志に取り返される。
教師
演 - 水野智則
高志の通う希望ヶ丘第三小学校の担任教師。
カツアゲしていた高校生
演 - Kaito、浅見和哉、小林虎之介
看護師
演 - 飯野茉優
中村家、下山家、上原家がかかりつけの病院の看護師。

#### 第3話
幼少期の守を演じる子役
演 - 加藤矢紘
守の昔話の再現ドラマの為に寅子が用意した子役。役目を終えると福多が運転する車で家まで送り届けられた。

#### 第4話
デスク
演 - 加瀬信行（第1話）
南関東新聞社経済部の真希の上司。メール室へ異動を命じられた真希に「会社の言うこと聞いたら経済部に戻してやる」と告げる。
入院中の高齢女性
演 - 仲野元子
家族代行業の夫役、孫娘役
演 - 福澤重文、中野翠咲
真希がトラコに紹介された家族代行業の同僚たち。入院中の高齢女性のお見舞いをする娘夫婦一家を代行した。
田島伸治
演 - 中田春介
中央流通産業新聞社の人事部職員。就職活動をしていた真希に、社の方針に従った記事を書くならば採用すると条件を提示する。

#### 第5話
保険相談会の案内員
演 - 高木トモユキ
新規の生命保険に加入しようとする智代に、ガンと診断された人は上限200万円までしか保証されないことを説明する。
宝くじ売り場の呼び込み
演 - 水野智則
橋田
演 - 村本明久
希望ヶ丘医科大学付属病院・消化器外科医。智代の主治医。
男の子
演 - 松野晃士（第6話）
児童ホーム「星海の森」の児童。ホームを守るためと寅子に持ち掛けられ、里美の装飾品をひったくり、寅子に捕まる芝居をする。
その後、守、真希、智代が工面した6万3千円、里美の貯金1000万円、里美が借金で不足分を補填した計3000万円を寄付され、児童ホームは取り壊しを免れる。

#### 第6話
施設長
演 - 高谷智子
「星海の森」の施設長。里美が購入した装飾品を盗んだ男の子に代わり、里美に謝罪する。
水野
演 - 遊井亮子
東国銀行の新副頭取。頭取に就任予定の上原利明の愛人であることから、副頭取に抜擢された。
ヤクザの子分たち
演 - 野依康夫（第7話）、俵広樹（第7話）、和田三四郎（第7話）
5年前、財務省の前で福多と再会した寅子を追跡する3人組のヤクザの子分。家庭教師としてヤクザの親分の息子の勉強を教えていた寅子が、その息子の態度が悪かったことから机を蹴飛ばして破壊したので、親分の命令で寅子を追跡していた。

#### 第7話
課長
演 - 阪田マサノブ
財務省の福多の上司。仕事で困りごとはないかと福多に尋ねるが、予算の無駄遣いを国民が知った場合どうすればよいかと相談されると機嫌が悪くなり、局長の歓迎会の幹事を福多に押し付ける。
園長
演 - 山崎智惠子
「なつぞらホーム」の園長。7歳の頃、ホームにやってきた寅子を福多たちに紹介する。
福田豊
演 - 岸田真弥
福多の里親。東京大学教授。昆虫の研究者。
慈善活動に熱心で、里親資格を持っており、「なつぞらホーム」から12歳の福多を養子に迎え入れた。
福田幸子
演 - 角南範子（第8話・第9話）
福多の里親。豊の妻。福多に見合い話を勧める。
2017年のトラコの教え子たち
演 - 春本ヒロ、岩田琉聖、寺田藍月
「年収600万円と300万円の人のどちらが幸せか?」という寅子の問いに、600万円もらっていても仕事が忙しく生活が豊かでないとの答えを出し、入院中の寅子に報告に現れる。
銀座のホステス
演 - 戸苅ニコル沙羅、古川藍、松島志歩、和田瞳
5年前、上原里美がママを務めていたクラブのホステスたち。出勤時、里美が上原利明からプロポーズを受けていた。
光長弘典
演 -
希望ヶ丘市長。難病で高度な医療を必要とする子供のために、病院に200万円を寄付したと報道されるが、実際は寅子が市長の名前を使って寄付したものであった。
アナウンサー
演 - 田中沙朋
光長市長が病院に寄付したニュースをリポートする。
受験予備校の職員
演 - 水野智則 
青北ゼミナールの職員。予備校の前で家庭教師の宣伝のビラ配りをする寅子に営業妨害だと注意し、警備員を使って寅子を追い払おうとする。
警備員　
演 - 勝呂学、中山孟
青北ゼミナールの警備員。寅子を予備校の前から追い払おうとする。

#### 第8話
生徒募集に応募してきた母親
演 - 松長ゆり子
寅子が中村家、下山家、上原家の家庭教師を辞めると宣言したことで空いた寅子の生徒枠の募集に応募してきた母親。
寅子が高卒と聞くと中村家、下山家、上原家の母親たちと入れ替わるように面接会場から出て行く。
生徒募集に応募してきた母親
演 - 石川ともみ
寅子の生徒募集に応募してきた母親。夫が弁護士事務所を経営していると答えると、面接が終了する。
未成年の少女
演 - 浅野杏奈
上原憲一と援助交際する未成年の少女。寅子の指示で尾行していた下山智代に、ホテルから憲一と出てくるところを盗撮される。

#### 第9話
大久保日向子
演 - 片山友希（最終話）
福多の見合い相手。大手税理士事務所の娘。福多となら幸せな家庭をつくれると直感し、福多に積極的にアプローチし、11月に結婚することになる。
挙式当日、寅子が福多の子供を身ごもった途端に捨てられたと嘘をついて、別れさせて福多を取り返しに来たことを見抜き、福多がそんな寅子のことをずっと心の中で好きな気持ちがありながら、隠して自分に正直に言わなかったことに立腹し、福多の頬をビンタして、福多との結婚を取りやめる。
野嶋光造〈75〉
演 - 西岡徳馬
不動産王。資産額30億円。寅子と婚約するが、寅子が母・香苗との死別を経て、下山、中村、上原に慰められ反省し、3家族の家庭教師への復帰を決めると、婚約を解消される。
根津香苗
演 - 片岡礼子
寅子の母親。心臓を患い入院中。かつて、上原里美と同じ歌舞伎町のキャバレーで源氏名・マリアとして働き、当時短大生だった下山智代が接客する「万福亭」に7歳の寅子と共に来店しており、その後、寅子を捨てているが、それは寅子が4歳の時に自分が溺れているのを助けた夫が事故死してしまい、亡き父を恋しがる寅子へ申し訳ない気持ちで一杯で苦しんでいた時、そんな自分を愛してくれたキャバレーの客が海外へ行くと知り、これ以上愛する人を失いたくない気持ちから一緒に逃避行したためであった。（母親に捨てられた寅子は、当時中学生だった中村真希に保護され、交番に連れていかれる。）
下山、中村、上原の3人の母親に促され、寅子は病院に会いに行くが、幼い頃に捨てた寅子に対して謝罪する手紙を書きかけたまま、行き違いで亡くなってしまう。
看護師
演 - 兼平由佳理
歩道橋から転落した寅子が入院した病院の看護師。転落事故について警察が聴取に来ると寅子に伝えると、寅子は10億円の恐喝がバレることを恐れ、病院を抜け出す。
日向子の母親
演 - 高井純子
娘と福多のお見合いに同席する。
新しい生徒
演 -
寅子の言うことにタラレバばかり言って反発し、寅子をイラつかせる。
新しい生徒の母親
演 - 高田和加子
ルールを破り授業中に部屋を覗いたことから、娘にイラつかされたこともあり、寅子に家庭教師の仕事を途中放棄される。
陽菜
演 - 中澤実子
寅子の母・香苗が入院する大平記念病院の看護師。同じ病院で清掃員として働く上原里美に香苗の病状を尋ねられるが、守秘義務で答えられないと回答する。
寅子が母・香苗を訪ねに現れると、少し前に亡くなったことを告げ、寅子宛に手紙を書いていたことを教える。
野嶋光造の娘と息子
演 - 安田カナ、水野智則
年の差45歳以上の父親と寅子の結婚に反対する。
使用人
演 - 織田光
野嶋光造の使用人。

#### 最終話
ブライダルスタッフ
演 - 水野智則
結婚式を控えた日向子と福多に、式の段取りを説明する。
高志の同級生
演 - 小林郁大
高志の初めてできた親友。高志がいじめを克服したことで、課金三兄弟から新たないじめの標的とされており、私立中学に行くと、またひとりきりになり、更にいじめられると高志は考え、彼の私立中学受験を思いとどまらせる。
守の交際相手
演 - 中尾百合音
守のお笑いライブを見たことをきっかけに、彼と交際して守の子供を妊娠したとされていたが、実際はお腹の中の子供は別の交際男性との間の子供で、誰にもそのことを言えないのを知った守が事情を承知の上で、東大受験もお笑い芸人も諦めてお腹の子供の父になると言われていた。寅子に守の決意を受け入れる気持ちはあるのかと言われたことで、両親に妊娠したことを打ち明け、交際相手の男性の両親と話し合いの場を設ける。
面接官
声 - 高木トモユキ（第1話）
知恵の模擬面接の面接官。

## スタッフ
- 脚本 - 遊川和彦
- 演出 - 伊藤彰記、岩本仁志、宮下直之
- 音楽 - 平井真美子
- 主題歌 - 森山直太朗「茜」（USMジャパン）[69]
- 津軽弁監修 - 高谷智子
- 漫才監修 - シティホテル3号室[70]
- プロット協力 - 柴田泉、中尾幸代
- チーフプロデューサー - 田中宏史、石尾純
- プロデューサー - 大平太、田上リサ（AX-ON）
- 制作協力 - AX-ON
- 製作著作 - 日本テレビ

## 放送日程
| 話数                                                                        | 放送日  | サブタイトル                           | ラテ欄                                                                  | 演出     | 視聴率 |
| --------------------------------------------------------------------------- | ------- | -------------------------------------- | ----------------------------------------------------------------------- | -------- | ------ |
| 第1話                                                                       | 7月20日 | 1万円で幸せになる方法                  | 1万円の正しい使い方教えます! 受験勉強はしません                         | 伊藤彰記 | 7.5%   |
| 第2話                                                                       | 7月27日 | 5千円の正しい使い方                    | イジメや親子ゲンカの解決法教えます! 授業料は5千円                       | 伊藤彰記 | 7.0%   |
| 第3話                                                                       | 8月03日 | 20万円必勝投資術                       | 授業料20万あなたに投資します! ダメ生徒の二刀流の秘策と母親の涙          | 岩本仁志 | 5.4%   |
| 第4話                                                                       | 8月10日 | 1万円。拾うのとあげるの、どっちが幸せ? | 1万円拾うのとあげるの、どっちが幸せ? 失業ママが選んだ究極の答           | 岩本仁志 | 5.6%   |
| 第5話                                                                       | 8月17日 | 子供のために4630万円残す方法           | 息子さんに残すお金を作る方法が1つあります… 先生から悪魔の提案           | 伊藤彰記 | 5.0%   |
| 第6話                                                                       | 8月24日 | 人は愛で動くのか、お金で動くのか?      | 富豪妻がついに決断 夫の本心を試す秘策… 人は愛と金、どちらで動くか?      | 岩本仁志 | 6.1%   |
| 第7話                                                                       | 8月31日 | トラコの本当の目的「家庭教師やめます」 | トラコ先生の過去… 生徒達が知らない本当の目的を知っても私に教わりたい?   | 伊藤彰記 | 5.5%   |
| 第8話                                                                       | 9月07日 | トラコ先生が戻ってくる条件             | 授業料10億… 母親達に稼いでもらいます できなければ二度と先生と呼ぶな!    | 宮下直之 | 5.4%   |
| 第9話                                                                       | 9月14日 | トラコも知らない奇跡の過去             | 自分を捨てた母の死 奇跡でつながった3人の母親の胸で泣けた時 先生に戻る私 | 伊藤彰記 | 5.8%   |
| 最終話                                                                      | 9月21日 | 最後の授業〜私の正しいお金の使い方     | 最後の授業… 私が信じる正しいお金の使い方教えます                        | 伊藤彰記 | 4.7%   |
| 平均視聴率 5.8%（視聴率はビデオリサーチ調べ、関東地区・世帯・リアルタイム） |         |                                        |                                                                         |          |        |

## トラコ コスチューム コレクション
トラコの趣味はコスプレで、毎話あらゆるコスチュームを着こなし、作品の見どころとなっている。
| コスプレ           | 登場話数 | 備考                                                           |
| ------------------ | -------- | -------------------------------------------------------------- |
| メリー・ポピンズ   | 毎話     | 中村家の家庭教師としての登場時（第8話以前）                    |
| 熱血教師           | 毎話     | 下山家の家庭教師としての登場時（第8話以前）                    |
| 妖しい教師0        | 毎話     | 上原家の家庭教師としての登場時（第8話以前）                    |
| エレベーターガール | 第1話    | 中村真希、下山智代、上原里美が家庭教師の面接会場を訪れた時     |
| 面接官             | 第1話    | 同上                                                           |
| 面接官             | 第8話    | 中村家、下山家、上原家の家庭教師を辞め、新たな生徒を応募した時 |
| ナース             | 第2話    | 中村真希、下山智代、上原里美が総合病院を訪れた時               |
| 芸人               | 第3話    | 上原守が偽お笑いライブを開催した時                             |
| 若奥様             | 第4話    | 中村真希が再就職の活動をしていた時                             |
| 割烹着             | 第5話    | 下山智代が胃がんで定食屋を休業した時                           |
| ソムリエ           | 第6話    | 上原利明に高級ワインの偽物をテイスティングさせた時             |
| 金髪ギャル         | 第9話    | 新しい生徒の家に家庭教師として訪問した時                       |
| 貴婦人             | 第9話    | 不動産王・野嶋光造と婚約した時                                 |
| 爽やか             | 第9話    | 中村家、下山家、上原家の家庭教師に復帰した時                   |

## スピンオフドラマ
『トラコのいない自習時間』（トラコのいないじしゅうじかん）のタイトルで、動画配信サービス「Hulu」にて配信された。
万福亭に集まった中村、下山、上原の3家族がお金を稼ぐことに悪戦苦闘する様子を描く。

### キャスト（スピンオフドラマ）
- 中村真希 - 美村里江[75]（第1話・第2話）
- 下山智代 - 板谷由夏[75]（第1話・第2話）
- 上原里美 - 鈴木保奈美[75]（第1話・第2話）
- 中村知恵 - 加藤柚凪[75]（第1話・第2話）
- 下山高志 - 阿久津慶人[75]（第1話・第2話）
- 上原守 - 細田佳央太[75]（第1話・第2話）
- 福田福多 - 中村蒼[75]（第2話）

### スタッフ（スピンオフドラマ）
- 脚本 - 渡邉真子[75]
- 演出 - 伊藤彰記[75]ほか
- 製作著作 - 日本テレビ[75]

### 配信日程（スピンオフドラマ）
| 各話  | 配信日  | サブタイトル      | 備考                     |
| ----- | ------- | ----------------- | ------------------------ |
| 第1話 | 9月07日 | 家庭教師の“T”tube | 本編第8話終了後より配信  |
| 第2話 | 9月21日 | 家庭教師のフクタ  | 本編最終話終了後より配信 |